# Pyton południowoafrykański
Pyton południowoafrykański (Python natalensis) – gatunek węża z rodziny pytonów (Pythonidae). Bywał on klasyfikowany przez niektórych autorów jako podgatunek pytona skalnego (Python sebae) pod nazwą Python sebae natalensis.
Występuje w południowej połowie Afryki – od Kenii, Tanzanii, Rwandy i Demokratycznej Republiki Konga na południe po RPA.
Osobniki tego gatunku osiągają rozmiary od 3 do 5 metrów. Najdłuższa zanotowana samica mierzyła 500 centymetrów i ważyła 55 kg, samiec 425 centymetra i ważył 44 kg. Jest drugim pod względem wielkości wężem w Afryce.
Podstawą pożywienia są małe ssaki, dorosłe duże osobniki mogą polować na małe antylopy.
Samica składa do 100 jaj, którymi się opiekuje. Młode węże wykluwają się po 65–80 dniach i mierzą 45–60 cm długości.